# Hiroshi Masumura
Hiroshi Masumura (ますむら ひろし, Masumura Hiroshi) est un auteur de bande dessinée japonaise né le 23 octobre 1952  à Yonezawa dans la préfecture de Yamagata, au Japon.
Il est principalement connu pour être l’auteur des mangas Atagoal (アタゴオル) et Train de nuit dans la Voie lactée (銀河鉄道の夜, Ginga Tetsudō no Yoru), tous deux adaptés en films d'animation.

## Œuvre

### Manga
- ? - Jaria, 1 volume[MU 1].
- 1973 - Kiri ni Musebu Yoru (?)[1].
- 1979 - Eien Naru Hitomi no Mure (永遠なる瞳の群れ?), 1 volume[MU 2].
- 1981 - Atagoul Monogatari (アタゴオル物語?), 6 volumes publiés chez Asahi Sonorama, republié en bunkoban en 1987 ; publié en 9 volumes chez Scholar en 1990[MU 3].
- 1982 - Jungle Boogie (ジャングル・ブギ?), 2 volumes chez Asahi Sonorama, republié en 1 volume[MU 4].
- 1983 - A Night on the Milky Way Railroad (銀河鉄道の夜, Ginga Tetsudou no Yoru?), 1 volume chez Asahi Sonorama, puis chez Fusousha en 1995, et Media Factory en 2008[MU 5].
- 1985 - Rabbit Town (ラビットタウン?), 1 volume chez Asahi Sonorama[MU 6].
- 1986 - Cosmos Rakuenki (コスモス楽園記?), pré-publié dans Comic Burger chez Scholar ; 5 volumes chez Kodansha, puis chez Scholar[MU 7].
- 1988 - Hamster Research Report (ハムスターの研究レポート, Hamster no Kenkyuu Report?), pré-publié dans Melody chez Hakusensha & Kaiseisha, puis dans Silky et Silky Special ; publié en 8 volumes, puis en 3 volumes Bunkoban[MU 8].
- 1992 - Atagoul Treasure Box (アタゴオル玉手箱, Atagoul Tamatebako?), 9 volumes chez Kaiseisha[MU 9].
- 1994 - Atagoul (アタゴオル?), 10 volumes chez Scholar, republié chez Media Factory en 2006[MU 10].
- 1999 - Atagoul la forêt des chats (アタゴオルは猫の森, Atagoul wa Neko no Mori?), prépublié dans Comic Flapper chez Media Factory à partir de 1976[2][réf. à confirmer] ; publié en 18 volumes chez Media Factory[MU 11][réf. à confirmer].
- 2002 - Mimana (惑星ミマナ, Wakusei Mimana?), 3 volumes chez Poplar[MU 12].
- 2008 - Masumura Hiroshi Miyazawa Kenji Senshuu (ますむら・ひろし 宮沢賢治選集?), 3 volumes chez Media Factory[MU 13].
  1. A Biography of Gusuko Budori (Gusuko Budori no Denki?)[3].
  2. Night on the Milky Way Train (Ginga Tetsudou no Yoru?)[4].
  3. Matasaburo the Wind (Kaze no Matasaburou?)[5].

### Anime
- 1985 - Train de nuit dans la Voie lactée (銀河鉄道の夜, Ginga Tetsudô no Yoru?)[6].
- 2006 - Atagoal wa Neko no Mori.

## Récompenses
- 2017 - World exhibition of Hiroshi Masumura[7]
- Prix Kenji Miyazawa[8].

## Sources